# カヴール (トリノ県)
カヴール（イタリア語: Cavour, イタリア語発音: [/kaˈvur/]）は、イタリア共和国ピエモンテ州トリノ県にある、人口約5,500人の基礎自治体（コムーネ）。
イタリア統一運動で重要な役割を果たした政治家カミッロ・カヴールは、この地の侯爵であったベンソ家の出身で、自らもカヴール伯爵の称号を得た。

## 地理

### 位置・広がり
トリノ県南部に位置し、県都・州都トリノの南西約40kmの距離にある。

#### 隣接コムーネ
隣接するコムーネは以下の通り。
- バニョーロ・ピエモンテ (CN)
- バルジェ (CN)
- ビビアーナ
- ブリケラージオ
- カンピリオーネ＝フェニーレ
- ガルツィリアーナ
- マチェッロ
- ヴィゴーネ
- ヴィッラフランカ・ピエモンテ

### 地勢
カヴールの街は、平原の中に立つロッカ・ディ・カヴール（Rocca di Cavour）と呼ばれる岩山の北側に位置する。
- ロッカ・ディ・カヴール

## 行政

### 分離集落
カヴールには、以下の分離集落（フラツィオーネ）がある。
- Babano, Cappella del Bosco, Castellani-Vacci, Castellazzo, Cursaglie (detta anche Cappella Nuova), Gemerello, Malano, San Giacomo, San Michele, Sant'Agostino, Sant'Anna, Sant'Antonio, Zucchea

## 歴史
古代ローマ時代には Caburrum や Forum Vibii の名で呼ばれ、アルペス・コッティアエ属州に属していた。ロッカ・ディ・カヴールの山頂部に古代の村があり、中世の要塞の遺跡もある。
この街の名は、キエーリのベンソ家に与えられ、1771年に侯爵に上った。カミッロ・カヴールはこの一族の出身である。

## 人物

### 著名な出身者
- マウロ・ピコット（英語版） - DJ、音楽プロデューサー